# Gortyna obscura
Gortyna obscura là một loài bướm đêm trong họ Noctuidae.